# 伊勢市立明野小学校
伊勢市立明野小学校（いせしりつ あけのしょうがっこう）は、三重県伊勢市小俣町明野にある公立小学校。

## 概要
- 構成は鉄筋コンクリート3階建ての校舎、体育館（鉄筋コンクリート2階建て）、グラウンド、水泳プール（25m:7コース、20m）、鉄筋コンクリート二階建ての新館などである。
- 校舎・講堂に関しては、付近にある陸上自衛隊明野駐屯地（航空学校）から発進するヘリコプターの騒音を考慮して、法[1]に基づき防音構造となっている。

## 沿革
小俣町立小俣小学校は1973年（昭和48年）、防音校舎に改築することで30学級の規模となったが、毎年、小俣町内の児童が増加して1982年（昭和57年）には40学級となる見込みとなった。従来の小俣小学校では校舎を増設する余地はなく、マンモス化する弊害も避けなければならないため、小俣小学校を分割し新たな小学校を建設することになった。
- 1980年（昭和55年）4月5日 - 小俣町立明野小学校として、小俣町立小俣小学校から分離創設。
- 1980年（昭和55年）11月9日 - 竣工式を挙行し、学校創立記念日とする。当日、校歌を発表。
- 1997年（平成9年）9月25日 - 校舎耐震工事完了。
- 1998年（平成10年）12月24日 - 体育館大規模改修及び耐震工事完了。
- 2005年（平成17年）11月1日 - 小俣町が御薗村・二見町・伊勢市と合併したのに伴い、伊勢市立明野小学校と改称。
- 2019年  (令和元年)新校舎完成。

## 通学区
伊勢市立の小学校及び中学校の就学すべき学校の指定に関する規則による。 
- 小俣町明野
- 小俣町湯田
- 小俣町新村
- 小俣町相合の一部
- 野村町（東大淀小学校との選択可能）

## 周辺
- 伊勢市小俣総合体育館
- 大仏山公園
- 三重県立明野高等学校
- 明野駐屯地

## 交通アクセス
- 近鉄山田線明野駅から徒歩15分。
- 伊勢市コミュニティバス 明野ルート、東大淀・日赤ルート「明野」停留所から約600m

## 出身者
- 尾西美咲 - 陸上競技選手[2]